# 東豊中町 (豊中市)
東豊中町（ひがしとよなかちょう）は、大阪府豊中市の町丁の一つ。現行行政地名は東豊中町一丁目から東豊中町六丁目。郵便番号は560-0003。住居表示は東豊中町三丁目の一部のみ未実施、他区域は実施済み地域。

## 地理
北は中央環状線をはさみ緑丘に、西は上野坂ならびに上野東に、南は熊野町ならびに東泉丘に、東は新千里南町とそれぞれ接する。

## 歴史
- 1956年（昭和31年） - 旧熊野田村域の一部から東豊中町一丁目～五丁目が成立。なお現在の町域に当たる部分に大字は編成されていなかった。
- 1963年（昭和38年） - 東豊中町六丁目が成立。

## 校区
2024年（令和6年）5月現在、市立の小中学校に通う場合、校区は以下の通り。
| 町丁                        | 小学校       | 中学校       |
| --------------------------- | ------------ | ------------ |
| 東豊中町一丁目              | 東豊台小学校 | 第十一中学校 |
| 東豊中町二丁目              | 東豊台小学校 | 第十一中学校 |
| 東豊中町三丁目              | 東豊中小学校 | 第十一中学校 |
| 東豊中町四丁目 （1～5番）   | 東豊台小学校 | 第十一中学校 |
| 東豊中町四丁目 （6～23番）  | 東豊中小学校 | 第十一中学校 |
| 東豊中町五丁目              | 東豊中小学校 | 第十五中学校 |
| 東豊中町六丁目 （13番以外） | 東豊台小学校 | 第十五中学校 |
| 東豊中町六丁目 （13番）     | 東豊中小学校 | 第十五中学校 |

## 世帯数・人口
2025年（令和7年）3月1日現在の丁目別人口は以下の通り。
| 町丁           | 世帯数    | 人口    |
| -------------- | --------- | ------- |
| 東豊中町一丁目 | 816世帯   | 1,882人 |
| 東豊中町二丁目 | 792世帯   | 1,785人 |
| 東豊中町三丁目 | 527世帯   | 1,321人 |
| 東豊中町四丁目 | 670世帯   | 1,424人 |
| 東豊中町五丁目 | 2,516世帯 | 4,648人 |
| 東豊中町六丁目 | 2,400世帯 | 5,868人 |

## 交通
阪急バスの停留所が複数位置する。なお、町内には鉄道は通っていない。最寄り駅は少路駅、千里中央駅、または桃山台駅。

### 阪急バス
東豊中二丁目停留所
東豊中停留所
三ツ池停留所
東豊中団地前停留所
東豊中小学校前停留所
東豊中四丁目停留所
東豊中五丁目停留所

## 主な施設

### 公園
二ノ切池公園

### 教育機関
- 豊中市立東豊台小学校
- 豊中市立東豊中小学校